# Ignazio e Antonino Salvo
Ignazio Salvo (Salemi, 27 maggio 1931 – Santa Flavia, 17 settembre 1992) e il cugino 
Antonino Salvo, meglio noto come Nino Salvo (Salemi, 14 luglio 1929 – Bellinzona, 19 gennaio 1986), sono stati due imprenditori e mafiosi italiani, legati a Cosa Nostra.

## Biografia
I cugini Ignazio e Antonino Salvo furono due imprenditori, esponenti politici aderenti alla Democrazia Cristiana e, come i loro rispettivi padri (già negli anni '30 indicati come noti mafiosi), affiliati alla cosca mafiosa di Salemi, in provincia di Trapani: Ignazio Salvo era vicecapo della Famiglia mentre Antonino, per un certo periodo, aveva rivestito la carica di capodecina della stessa famiglia mafiosa. Della loro vita si parla congiuntamente, tenuto conto che, spesso, vengono ricordati in modo congiunto e chiamati con il nome di "cugini Salvo".
Nel 1955, conseguita la laurea in giurisprudenza insieme al cugino Ignazio presso l'Università degli Studi di Palermo, Nino Salvo sposò la figlia di Luigi Corleo, che era il gestore, insieme ai suoi soci Francesco Cambria e Rosario Juculano, della S.A.Tri.S. (Società per Azioni Tributaria Siciliana), una delle piccole società che avevano in appalto la riscossione delle tasse in Sicilia. Nel 1958, insieme al suocero Corleo e al cugino Ignazio, Nino Salvo sostenne fortemente l'onorevole Silvio Milazzo, il quale formò un governo regionale con l'alleanza trasversale tra comunisti, missini e democristiani, ed in seguito si adoperò per la sua caduta. In cambio di questi appoggi, il gruppo dei Salvo si assicurò la riscossione del 40% delle tasse siciliane con un aggio che si aggirava tra il 7% e il 10%, il più alto percepito in tutta Italia, tanto che furono soprannominati i «baroni del 10 per cento».
Nel 1962, con l'aiuto dell'allora sindaco di Palermo Salvo Lima, i cugini Salvo ottennero l'appalto per la riscossione delle tasse nella città di Palermo e negli anni successivi si accaparrarono enormi cifre provenienti da contributi stanziati dall'Assessorato regionale dell'agricoltura e dalla Comunità Europea per l'agricoltura siciliana, attraverso le aziende fondate con i ricavi esattoriali stessi. Sempre utilizzando contributi regionali, fecero costruire sulla costa di Santa Flavia (PA) l'Hotel Zagarella, struttura alberghiera e turistica di 20mila metri quadrati di cui detennero la proprietà per diversi decenni e che divenne celebre perché nel 1963 al suo interno fu costituito il cosiddetto Gruppo 63, gruppo di neoavanguardia letteraria italiana di cui fecero parte poeti, intellettuali e accademici fra cui Umberto Eco. Giuseppe D'Angelo, presidente della Regione Siciliana dal 1961 al 1964, cercò di opporsi allo strapotere acquisito dai cugini Salvo ma fu costretto alle dimissioni e nelle elezioni successive perse addirittura il suo seggio all'ARS. Sentito come testimone dalla Commissione parlamentare antimafia nel 1970, D'Angelo affermò che il gruppo economico dei Salvo fosse "più potente della Montedison" (all'epoca uno dei principali gruppi industriali italiani).

### Il sequestro Corleo e il ruolo nella "seconda guerra di mafia"
Nel luglio 1975, Luigi Corleo venne sequestrato nei pressi di Salemi e i rapitori richiesero in un primo tempo un riscatto-record di 20 miliardi di lire, poi dimezzato a seguito della mediazione dei boss mafiosi Stefano Bontate e Gaetano Badalamenti, intervenuti su richiesta di Nino Salvo. Tuttavia Corleo non tornò più a casa e probabilmente morì d'infarto nelle mani dei sequestratori perché da tempo malato di cuore. Il corpo non fu più ritrovato e nel 1989 il Tribunale di Marsala ne dichiarò la morte presunta per consentire agli eredi di incassare la sua eredità miliardaria. Nel processo che ne seguì, tutti gli imputati furono assolti e fu riconosciuto colpevole soltanto un commerciante di Campobello di Mazara. Negli anni successivi al rapimento, nella valle del Belice furono uccise diciassette persone ritenute responsabili di tale atto.
Furono fatte diverse ipotesi sul sequestro Corleo: secondo l'impressione dei cugini Salvo riportata da Tommaso Buscetta, esso era avvenuto su ordine di Totò Riina, reggente della famiglia di Corleone in sostituzione del boss Luciano Liggio, al fine di dare un duro colpo al prestigio di Bontate e Badalamenti, i quali non riusciranno ad ottenere né la liberazione dell'ostaggio né la restituzione del corpo, anche se Riina negò con forza ogni coinvolgimento nel sequestro. Giovanni Brusca, fedelissimo di Riina, racconterà che a commettere il sequestro erano state bande autonome di Campobello di Mazara che puntavano a un riscatto miliardario e i cui componenti furono eliminati uno ad uno dai Corleonesi come manifestazione di forza in Cosa nostra. Nel 1977 il vicequestore di Trapani Giuseppe Peri avanzò un'altra ipotesi investigativa secondo la quale il sequestro Corleo, insieme ad altri rapimenti avvenuti in quegli anni, all'omicidio del procuratore Pietro Scaglione (1971), al misterioso incidente aereo di Montagna Longa (1972) e alla strage di Alcamo Marina (1976), facesse parte di un preciso disegno politico-eversivo che legava Cosa nostra al terrorismo di estrema destra ma il dirigente venne allontanato e le sue indagini vennero ridicolizzate.
Dopo l'uccisione di Bontate, che segnò l'inizio della seconda guerra di mafia, i cugini Salvo cercarono di far tornare Buscetta dal Brasile per guidare la riscossa dei boss palermitani ma, fallito questo tentativo, decisero di passare dalla parte dello schieramento dei Corleonesi, che faceva capo proprio a Riina, attraverso la mediazione del boss Michele Greco.

### I legami con la politica
Nel 1976 la relazione finale di maggioranza della Commissione parlamentare antimafia, redatta dal senatore democristiano Luigi Carraro, non nominò mai i cugini Salvo ma parlò superficialmente dei privilegi delle esattorie siciliane mentre la relazione di minoranza, redatta da alcuni deputati d'opposizione, tra cui Pio La Torre e Cesare Terranova, accusò esplicitamente i due cugini di avere rapporti con la mafia e di condizionare la vita economica dell'isola ma anche le nomine all'interno della Democrazia Cristiana trapanese.
Come emerse nel corso del processo a carico del senatore Giulio Andreotti, i cugini Salvo erano in stretti rapporti con diversi parlamentari nazionali e regionali, tra cui Giulio Andreotti, Salvo Lima, Mario D'Acquisto, Rosario Nicoletti, Attilio Ruffini e Giuseppe Giammarinaro; infatti, in occasione delle nozze della figlia di Nino Salvo, Angela, celebrate il 6 settembre 1976 con Salvo Lima e Mario D'Acquisto come invitati, Andreotti inviò un vassoio d'argento come regalo agli sposi; come testimoniato da alcune fotografie, nel 1979 Andreotti stesso incontrò i Salvo presso l'Hotel Zagarella durante una manifestazione elettorale in sostegno alla candidatura di Lima e, durante i suoi spostamenti in Sicilia, utilizzò in più occasioni un'autovettura blindata intestata a Nino Salvo.
Nel 1980 venne assassinato Vito Lipari, sindaco democristiano di Castelvetrano (TP) legato politicamente ai Salvo e al deputato Attilio Ruffini, e molti interpretarono quest'omicidio come un colpo inferto al prestigio dei due cugini all'interno della DC trapanese.

### Le inchieste e la morte di Nino Salvo
Nel giugno 1982, in concomitanza con l'arrivo a Palermo del prefetto Carlo Alberto dalla Chiesa (ucciso pochi mesi dopo dalla mafia), Rino Formica, ministro delle Finanze nel governo Spadolini I, dispose una verifica fiscale nella sede palermitana della S.A.Tri.S. e in agosto presentò in Parlamento un disegno di legge teso a diminuire drasticamente gli aggi percepiti dalle esattorie siciliane, che però venne bocciato per l'azione di alcuni "franchi tiratori" nascosti nel gruppo parlamentare della DC. A causa di queste iniziative, Nino Salvo ruppe la sua solita riservatezza e rilasciò due interviste ai settimanali Panorama e L'Espresso in cui si proclamò vittima di un complotto ordito dal PCI. Perciò, i due cugini annunciarono la decisione di abbandonare il settore della riscossione delle tasse, che passò ad una nuova società della Regione Siciliana, la quale però, essendo priva di locali ed attrezzature, sottoscrisse un accordo con i Salvo che glieli affittava a prezzi ritenuti esorbitanti, poi oggetto di un'inchiesta del magistrato Rocco Chinnici. 
Chinnici aveva espresso la volontà di emettere un mandato di cattura nei confronti dei due cugini perché emergevano sempre di più le prove dei loro contatti con Cosa nostra ma non fece in tempo perché il 29 luglio 1983 rimase vittima di uno spaventoso attentato con autobomba che uccise anche i due carabinieri di scorta e il portiere dello stabile in cui il magistrato abitava. Secondo diverse testimonianze emerse nel processo contro gli assassini del giudice, furono i cugini Salvo a fare pressioni su Riina per uccidere Chinnici.
Il 12 novembre 1984, il giudice istruttore Giovanni Falcone dispose l'arresto dei due cugini Salvo con l'accusa di associazione di tipo mafioso sulla base delle dichiarazioni di Tommaso Buscetta e Totuccio Contorno, che rivelarono il loro ruolo all'interno di Cosa nostra. I due imprenditori si dichiararono innocenti e sostennero di avere intrattenuto rapporti con boss mafiosi e di aver pagato tangenti a tutti i partiti politici solo per quieto vivere, a causa dell'assenza dello Stato nella realtà siciliana. Ignazio Salvo, in segno di protesta per l'arresto, restituì la tessera della Democrazia Cristiana.
Nino Salvo morì in una clinica di Bellinzona, in Svizzera, il 19 gennaio 1986 per un tumore, attorniato dai suoi parenti, e i funerali furono celebrati a Salemi con centinaia di partecipanti. Non era ancora iniziato il maxiprocesso di Palermo, nel quale era imputato insieme al cugino ed altre centinaia di persone. Alcuni giornalisti sostennero che Salvo avesse inscenato la morte e fosse fuggito in Brasile. Qualche tempo dopo la sua morte, a seguito di una perquisizione, si scoprì che Nino Salvo era iscritto alla loggia della "Massoneria universale di rito scozzese antico e accettato. Supremo Consiglio d'Italia" di via Roma a Palermo, insieme all'avvocato Vito Guarrasi e ad altri professionisti palermitani.

### L'omicidio di Ignazio Salvo
Al termine del maxiprocesso, Ignazio Salvo fu condannato a sette anni di carcere per associazione mafiosa in primo grado, mentre in appello la condanna venne ridotta a tre anni.
Il 17 settembre 1992 Ignazio Salvo fu assassinato mentre stava entrando nel cancello della sua abitazione a Santa Flavia, da un gruppo di killer composto da Leoluca Bagarella, Giovanni Brusca, Gioacchino La Barbera e Antonino Gioè, che furono aiutati dal genero di Nino Salvo, il medico Gaetano Sangiorgi, anche lui "uomo d'onore". Ad ordinare la sua morte fu Totò Riina e il motivo dell'assassinio fu lo stesso di quello di Salvo Lima: Ignazio Salvo aveva dato garanzia che si sarebbe attivato perché in Cassazione la sentenza del maxiprocesso venisse annullata, senza però riuscirci; inoltre, secondo i collaboratori di giustizia, il delitto venne eseguito anche per lanciare un avvertimento a Giulio Andreotti perché anche lui non si sarebbe mosso per difendere gli interessi di Cosa nostra.

## Controversie

### La targa nella chiesa
Dal 2004 all'interno della chiesa Regina Pacis di Palermo è presente una targa alla memoria di Ignazio Salvo. Sulla stessa si legge:

Posto di fronte a pressioni perché rimuovesse la targa, il prete don Aldo Nuvola (successivamente sospeso a divinis dalla Curia dopo una condanna per prostituzione minorile) ha dichiarato: 
Nel 2009 il nuovo parroco, Giovanni Basile, ha deciso di togliere la targa e sostituirla con un crocifisso, spostandola sul retro del confessionale.

## Nella cultura di massa
- I cugini Salvo compaiono nel film Giovanni Falcone (1993) di Giuseppe Ferrara, dove sono interpretati dagli attori Celestino Pascali, nei panni di Nino Salvo, e Gigi Angelillo, nelle vesti di Ignazio Salvo.
- Nella fiction televisiva Il capo dei capi (2007), andata in onda su Canale 5 in sei puntate sulla vita di Totò Riina, compare soltanto Ignazio Salvo, impersonato dall'attore Nino D'Agata.
- I cugini Salvo compaiono tra i personaggi della miniserie televisiva La mafia uccide solo d'estate, trasmessa da Rai 1 tra il 2016 e il 2018, e sono interpretati da Maurizio Marchetti (Nino Salvo) e Orio Scaduto (Ignazio Salvo).